# Гарнак, Аксель
Аксель Карл Густав фон Гарнак (Харнак)(нем. Axel Carl Gustav Harnack; 7 мая 1851, Дерпт Российская империя (ныне Тарту) — 3 апреля 1888, Дрезден) — немецкий математик, внесший большой вклад в создание и развитие теории потенциала. Доктор философии.

## Биография
Прибалтийский немец. Родился в семье лютеранского богослова, почётного профессора Дерптского университета Теодозиуса (Феодосия) Гарнака, брат-близнец теолога Адольфа фон Гарнака. Дед Гарнака по материнской линии, Густав Эверс, издал «Справочник по истории догматов» Мюнтера.
Выпускник математического факультета Дерптского университета.
В 1872 г. А. Гарнак представил сочинение «Ueber Maxima und Minima von Ellipseninhalten in Kegelschnittreihen und Netzen», советом физико-математического факультета удостоенное высшей награды.
После его окончания, продолжил учёбу в Германии в университете Эрлангена. Ученик Феликса Клейна, под руководством которого написал свою магистерскую диссертацию: «Ueber die Ververtung der elliptischen Functionen für die Geometrie der Curven dritter Ordnung».
В 1875 г. был приглашен в качестве доцента в Лейпцигский университет. В 1876 получил кафедру математики в Дармштадтской технической академии. В 1877 г. читал лекции в Дрезденской политехнической школе, где после уходе Л. Кёнигсбергера занял его место.
С 1882 года много времени проводил в санаториях. Несмотря на болезненное состояние своего здоровья, он не переставал заниматься чтением лекций и научными трудами до самой своей смерти.

## Научная деятельность
Автор более 29 научных статей, был хорошо известным математиком своего времени.
Ему принадлежат:
- Неравенство Гарнака (1887),
- Теорема Гарнака о кривых,
- Первая теорема Гарнака,
- Вторая теорема Гарнака (Принцип Гарнака).

## Избранные труды
- Die Grundlagen der Theorie des logarithmischen Potentiales und der eindeutigen Potentialfunktion in der Ebene ( 1887)
- Введение в изучение элементов дифференциального и интегрального исчисления (1891)
- Lehrbuch der dogmengeschichte
- Die Grundlagen der Theorie des logarithmischen Potentiales und der eindeutigen Potentialfunktion in der Ebene